# Леонтиск (сын Птолемея I Сотера)
Леонтиск — сын первого царя эллинистического Египта Птолемея I.

## Биография
Согласно Афинею, Леонтиск родился от связи Птолемея I с афинской гетерой Таис. В XIX веке и начале XX века в научных кругах получило широкое распространение мнение, что у Таис был единственный сын Леонтиск, имевший прозвище «Лаг» («Заяц»). Эта концепция, принадлежавшая М. Штраку, поддерживалась такими учёными как К. Белох, Э. Бивен, О. Буше-Леклерк. Однако после обнаружения надписи с именами победителей Ликейских игр 308 года до н. э. положение изменилось. В то же время возникла проблема, связанная с установлением старшинства сыновей Таис. Приведённый древнегреческим писателем порядок перечисления имён означает, что первым родился Леонтиск. Но в то время существовала традиция именно старшего из сыновей наделять именем деда по мужской линии, а отцом Птолемея многими считался Лаг. По мнению Свенцицкой И. С., Афиней мог просто указать имена братьев в произвольном порядке. Н. Коллинз высказала предположение, что мать Птолемея перед своим замужеством была беременна от некоего Леонтиска. Зелинский А. Л. же не исключил той возможности, что отцом старшего сына Таис был Александр Македонский, согласно Плутарху, по высказыванию спартанского посла, «прекрасно сражавшийся со львом за царскую власть» во время охоты, а Леонтиск означает «Львёнок». В любом случае, по всей видимости, оба брата родились в последние годы жизни Александра.
По свидетельству Юстина, Леонтиск принимал участие в сражении при Саламине в 306 году до н. э., попал в плен к Деметрию Полиоркету, но был возвращён без выкупа отцу.
По мнению Зелинского А. Л., отношения Леонтиска и Лага со своим младшим сводным братом Птолемеем II не были враждебными. В любом случае, их имена не называются Павсанием, когда он перечисляет казнённых Птолемеем ближайших родственников. Возможно, что дети Таис казались их сводному брату неопасными, так как не могли рассчитывать на египетский престол.

## Образ в искусстве
Леонтиск является одним из героев романов Ефремова И. А. «Таис Афинская», Гульчук Н. А. «Спаситель Птолемей» и Эрлер О. «Александр Македонский и Таис. Верность прекрасной гетеры».